# Protestas en Jordania de 2018
Las protestas en Jordania de 2018 comenzaron como una huelga general organizada por más de 30 sindicatos el 30 de mayo de 2018 después de que el gobierno de Hani Al-Mulki presentara una nueva ley tributaria al Parlamento. El proyecto de ley siguió las medidas de austeridad respaldadas por el FMI adoptadas por el gobierno de Mulki desde 2016 que tenían como objetivo abordar la creciente deuda pública de Jordania. Aunque Jordania había salido relativamente ilesa de la violencia que azotó la región después de la Primavera Árabe, su economía se había visto afectada por la agitación circundante y por la afluencia de un gran número de refugiados sirios al país. Jordania también alberga un gran contingente de refugiados palestinos e iraquíes, lo que agota aún más sus finanzas. ACNUR coloca a Jordania como el segundo país de acogida de refugiados per cápita más grande del mundo.
Al día siguiente de la huelga del 31 de mayo, el gobierno subió los precios del combustible y la electricidad en respuesta al aumento de los precios internacionales del petróleo. Esto provocó que multitudes de manifestantes llegaran a Amán, cerca de las oficinas del primer ministro esa noche. Otros jordanos también se reunieron en todo el país en protesta por la medida en un gran número sin precedentes. El 1 de junio, el rey Abdalá intervino y ordenó la congelación de las subidas de precios; el gobierno consintió, pero dijo que la decisión le costaría al tesoro $ 20 millones. Las protestas continuaron durante cuatro días hasta que Mulki presentó su dimisión al rey el 4 de junio y Omar Razzaz, su ministro de Educación, se convirtió en primer ministro. Las protestas solo cesaron después de que Razzaz anunció su intención de retirar la nueva factura de impuestos.
Las protestas no han sido lideradas por grupos tradicionales de oposición como los Hermanos Musulmanes o izquierdistas, sino por diversas multitudes de clases medias y pobres. Aunque algunos manifestantes incendiaron neumáticos y bloquearon carreteras varias noches, las protestas fueron en gran parte pacíficas y se informó de pocas víctimas. Se organizaron también durante el mes de Ramadán.

## Antecedentes
La deuda externa total de Jordania en 2011 fue de $ 19 mil millones, lo que representa el 60% de su PIB. En 2016, la deuda alcanzó los $ 35.1 mil millones, lo que representa el 93% de su PIB. Este aumento sustancial se atribuye a los efectos de la inestabilidad regional derivada de la Primavera Árabe que provocó: disminución de la actividad turística; disminución de las inversiones extranjeras; aumento del gasto militar; ataques al gasoducto egipcio que abastece al Reino; el colapso del comercio con Irak y Siria; gastos de acogida de 1.4 millones de refugiados sirios e intereses acumulados de préstamos. Según el Banco Mundial, los refugiados sirios le han costado a Jordania más de 2500 millones de dólares al año, lo que representa el 6% del PIB y el 25% de los ingresos anuales del gobierno. La ayuda exterior cubre solo una pequeña parte de estos costos, mientras que Jordania cubre el 63% de los costos totales.
El rey Abdalá había advertido en enero de 2016 que los jordanos habían llegado a "un punto de ebullición", y pidió a los países donantes que proporcionaran más a Jordania para ayudarlo a hacer frente a las crisis. Le dijo a la BBC en una entrevista que "en la psique del pueblo jordano creo que ha llegado a un punto de ebullición, tarde o temprano la presa va a estallar". Jordania ha acogido históricamente a refugiados palestinos en 1948 y 1967, iraquíes durante la invasión estadounidense y ahora sirios, que representan alrededor del 20% de los 9.5 millones de habitantes de Jordania, y, según Abdalá, "por primera vez, no podemos soportarlo más". ACNUR coloca a Jordania como el segundo país de acogida de refugiados per cápita más grande del mundo.
El aumento de la deuda pública jordana llevó al primer ministro Hani Al-Mulki en 2016 a negociar un programa de tres años con una línea de crédito de 732 millones de dólares con el Fondo Monetario Internacional, que haría que la deuda pública cayera del 95% del PIB al 77% para 2021. El programa de austeridad elevó los precios de varios alimentos básicos en 2016 y 2017, lo que lo hizo muy impopular en el país. El programa logró evitar que la deuda aumentara por encima del 95% en 2018, sin embargo, tensó la débil economía de Jordania.
Además, el empeoramiento de las condiciones de Jordania fue causado por una decisión de los países del Golfo Pérsico, como Arabia Saudita y los Emiratos Árabes Unidos, de retener $ 1 mil millones en asistencia económica anual que se destinaron a la creación de empleos y el crecimiento económico obstaculizó las finanzas de Jordania, que carece de la recursos naturales de sus vecinos, acumulando una tasa de desempleo del 18% y una tasa de pobreza mucho más alta.
Un informe del 22 de marzo de 2018 de Fondo Carnegie para la Paz Internacional comentó sobre las políticas de Mulki: "Mulki declaró abiertamente que sus predecesores habían dejado el país al borde de la insolvencia y que la falta de medidas estrictas de recaudación de ingresos conduciría a una crisis de deuda que destruiría el país. Y tiene razón. Lo que es más dudoso es la afirmación de Mulki de que Jordania saldrá del cuello de botella en 2019. Si bien las medidas para aumentar los impuestos y reducir las subvenciones ganan tiempo, dejan a Jordania luchando por mantenerse a flote y dependiendo de la corriente continua de amplia ayuda".
El 22 de mayo, el Gabinete jordano aprobó un nuevo proyecto de ley que proponía cambios a la ley del impuesto sobre la renta de 2014. El borrador tenía como objetivo luchar contra la evasión fiscal y aumentar los impuestos en algunos sectores e individuos.
| Sector                            | Actual | Propuesto |
| --------------------------------- | ------ | --------- |
| Bancos                            | 35%    | 40%       |
| Compañías mineras                 | 24%    | 30%       |
| Compañías de seguros y reaseguros | 24%    | 40%       |
| Empresas financieras y de leasing | 24%    | 40%       |

| Salario (JOD) | Actual | Propuesto |
| ------------- | ------ | --------- |
| 1-5000        | 7%     | 5%        |
| 5001-1000     | 7%     | 10%       |
| 10 001-15 000 | 14%    | 15%       |
| 15 001-20 000 | 14%    | 22%       |
| 20 001+       | 20%    | 25%       |

## Protestas
Las protestas comenzaron como una huelga general organizada por más de 30 sindicatos el 30 de mayo de 2018 después de que el nuevo proyecto de ley tributaria fuera presentado al Parlamento. Al día siguiente de la huelga del 31 de mayo, el gobierno subió los precios del combustible y la electricidad en respuesta al aumento de los precios internacionales del petróleo. Esto provocó que multitudes de manifestantes llegaran a Amán, cerca de las oficinas del primer ministro esa noche. Otros jordanos también se reunieron en todo el país en protesta por la medida en un gran número sin precedentes. Aunque las protestas han sido en gran parte pacíficas y se han realizado después de las horas del día durante el Ramadán, algunos manifestantes prendieron fuego a neumáticos y bloquearon carreteras varias noches. Estas protestas no han sido lideradas por grupos tradicionales de oposición como los Hermanos Musulmanes o los izquierdistas, sino por diversas multitudes de clases medias y pobres. El 1 de junio, el rey Abdalá intervino y ordenó la congelación de las subidas de precios; el gobierno consintió, pero dijo que la decisión le costaría al tesoro $ 20 millones. Las protestas continuaron durante cuatro días hasta que Mulki presentó su renuncia al rey el 4 de junio y Omar Razzaz, su ministro de Educación, fue nombrado primer ministro.
El 6 de junio se informó que cientos seguían protestando en Amán. El mismo día, algunos sindicatos organizaron una huelga nacional, mientras que otros se retiraron tras el nombramiento de Razzaz. Esta huelga incluyó tiendas, universidades, oficinas, escuelas y hospitales.

## Resultado
El 7 de junio, Omar Razzaz se reunió con los líderes sindicales y acordó retirar el proyecto de ley de impuestos tan pronto como un nuevo gabinete tomara posesión. Tras este anuncio, las protestas en Amán se detuvieron.
Los líderes de Arabia Saudita, Emiratos Árabes Unidos y Kuwait invitaron al rey Abdalá el 11 de junio a una cumbre en la capital saudí. Se anunció que los países del Golfo prometieron $ 2.5 mil millones en ayuda directa e indirecta en el transcurso de 5 años. Se prometió que la mayor parte del monto se depositaría en el Banco Central de Jordania para respaldar la participación de Jordania en moneda extranjera, mientras que el resto se destinaría a proyectos de desarrollo y una parte más pequeña al apoyo presupuestario directo.
Catar, de donde Jordania retiró a su embajador en junio de 2017 como parte del boicot a Catar liderado por Arabia Saudita, envió a su ministro de Relaciones Exteriores tres días después para anunciar inversiones por valor de 500 millones de dólares en Jordania. Catar también prometió emplear a 10 000 jordanos en su país para ayudar a abordar el desempleo entre los jóvenes jordanos.